# Dhiggaru
Dhiggaru (auch: Diggaru) ist eine Insel des Mulaku-Atolls im Süden des Inselstaates Malediven in der Lakkadivensee des Indischen Ozeans.

## Geographie
Die Insel liegt im Norden des Mulaku-Atolls, kaum 800 m nordwestlich von Maduvvari. Sie misst etwa 350 m in der Länge und ca. 250 m in der Breite und ist dicht besiedelt. 2014 hatte Dhiggaru 947 Einwohner.

## Infrastruktur
Es gibt auf Dhiggaru mehrere Läden und das Museum Uthuru Haruge.
Zur Vergrößerung des Hafens im Süden der Insel wurde 2015 die Maldives Transport and Contracting Company (MTCC) beauftragt. Die Bauarbeiten begannen im selben Jahr und wurden 2016 abgeschlossen. Eine feierliche Eröffnungszeremonie wurde 2018 zelebriert.